# Ulmet (Allemagne)
Pour les articles homonymes, voir Ulmet.
Ulmet est une municipalité de la Verbandsgemeinde d'Altenglan, dans l'arrondissement de Kusel, en Rhénanie-Palatinat, dans l'ouest de l'Allemagne. Le nom Ulmet serait probablement un dérivé du latin Ulmetum qui signifie Forêt de Elm.
Le crime de fusillade de Kusel a eu lieu le 31 janvier 2022 sur la Kreisstraße 22 entre les villes de Mayweilerhof et Ulmet , une zone rurale du district de Kusel à la frontière de l'État allemand de la Sarre. L'agresseur ou les agresseurs ont pris la fuite.